# بيت المحيا (الرضمة)

تعديل مصدري - تعديل

بيت المحيا هي إحدى قرى عزلة البكرة بمديرية الرضمة التابعة لمحافظة إب، بلغ تعداد سكانها 315 نسمة حسب تعداد اليمن لعام 2004.